# Harmattan

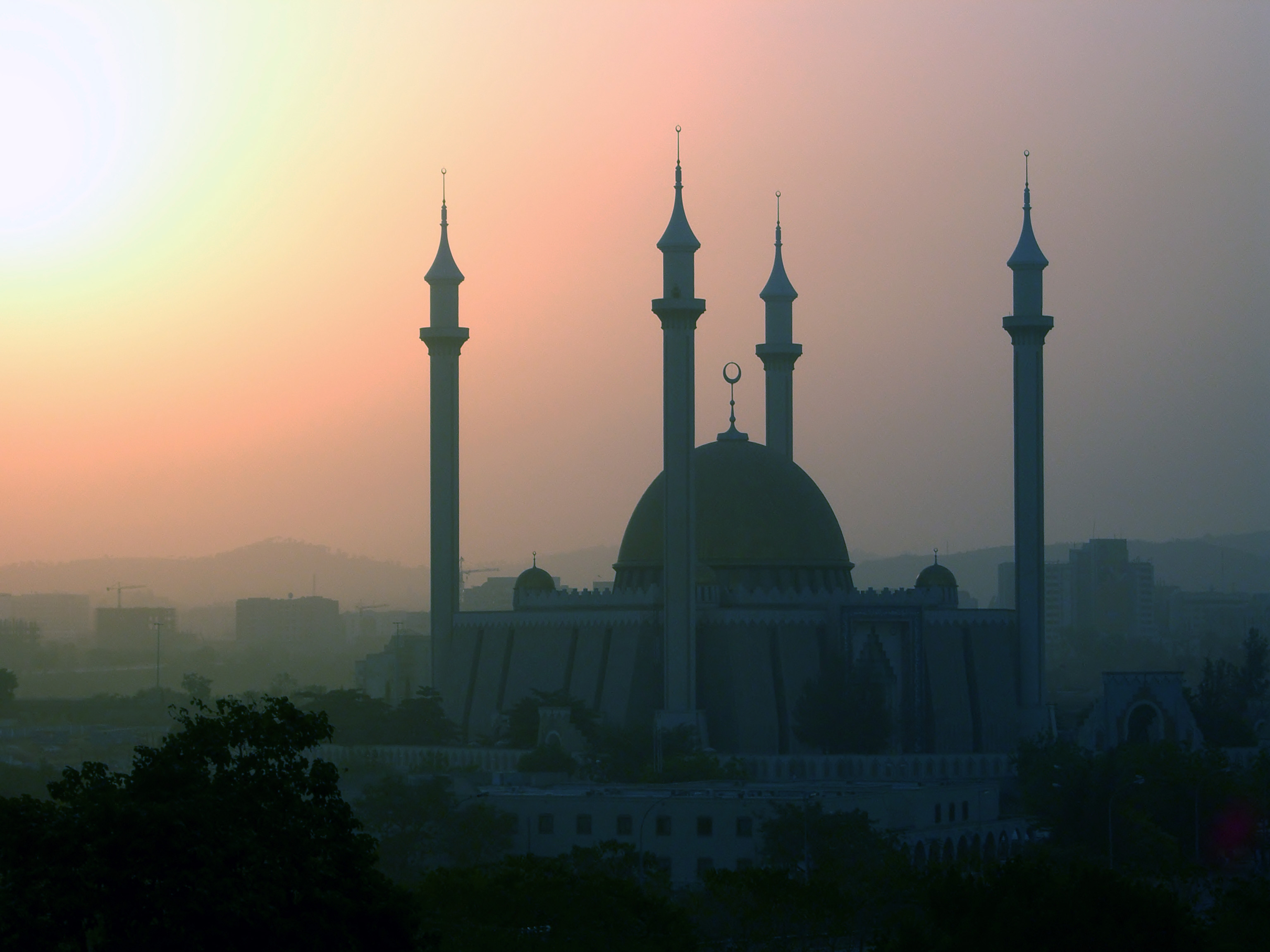
Ceaţă cauzată de harmattan lângă Monscheea Naţională Abuja din Abuja, Nigeria.

Harmattanul este un vânt cald și uscat (alizeu) care suflă deasupra Africii Occidentale. Acest vânt nord-estic suflă din Deșertul Sahara spre Golful Guineei între sfârșitul lui noiembrie și mijlocul lui martie. 